# 大野山乳牛育成牧場

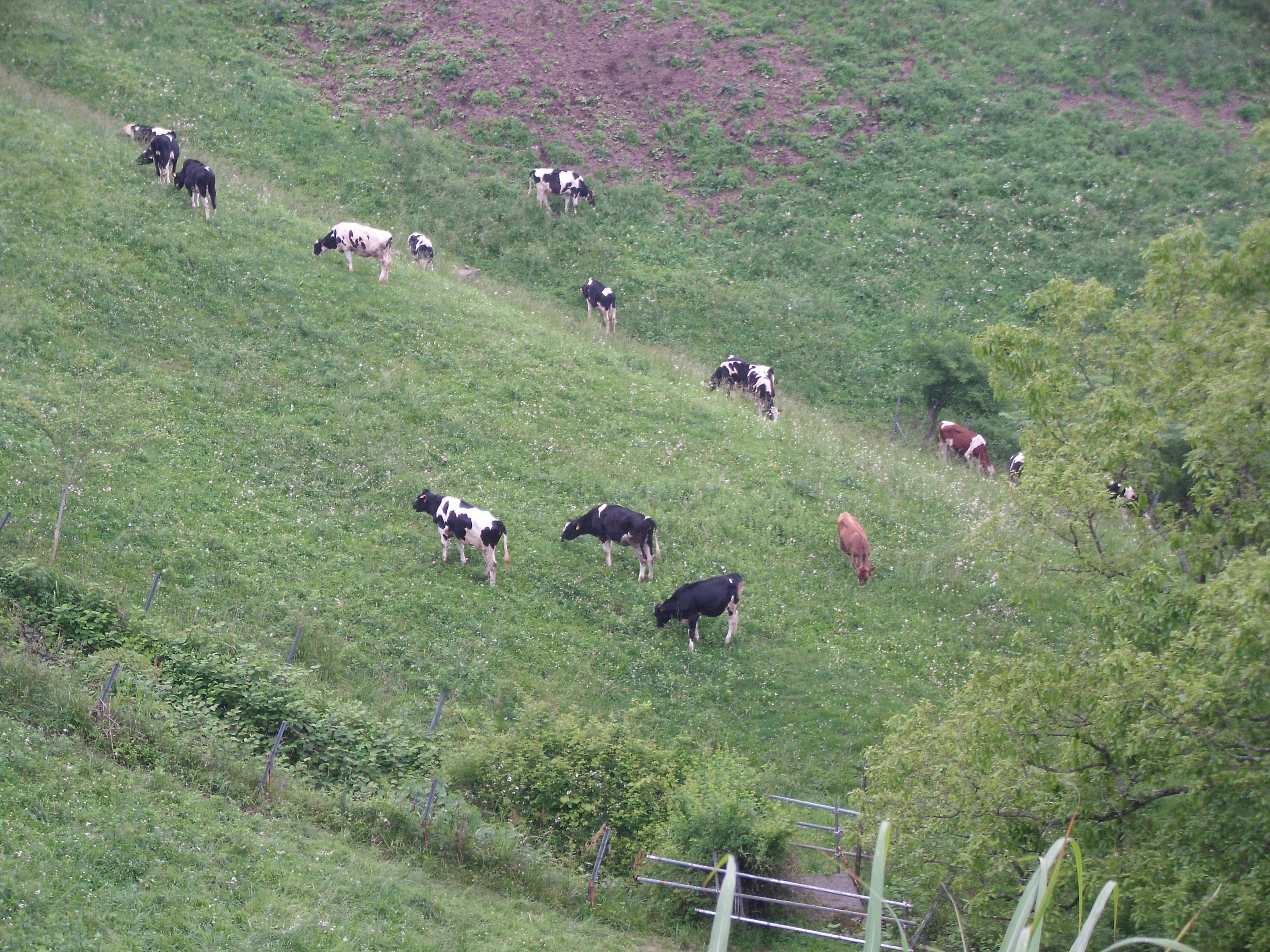
大野山乳牛育成牧場、2010年

大野山乳牛育成牧場（おおのやまにゅうぎゅういくせいぼくじょう）は、神奈川県足柄上郡山北町の大野山に所在した、神奈川県営の牧場である。

## 事業
大野山の山頂付近に1968年に開業し、神奈川県営の預託施設として県内の酪農家から乳牛の雌子牛を預かって育成する事業を行っていた。牛舎と25,553m2の放牧場のほか、2007年には畜産・酪農に関する展示を行う「まきば館」がオープンした。例年4月の「大野山開き」や10月の「大野山フェスティバル」などのイベントも開催していた。
県の財政対策のため2012年より廃止の検討に入り、2016年3月31日を以って県営の牧場としては廃止となった。

## その後
「まきば館」と牛舎については、小田原市の食肉会社に管理が移行された。「大野山かどやファーム」の牧場名で約120頭の足柄牛の飼育が行われ、ここから出荷された牛肉は2018年に関東肉牛枝肉共進会で最優秀賞を獲得している。
牧場跡地のうち8.8ヘクタールは山地酪農を目指す女性に貸与され、2018年6月に「薫る野牧場」が開設された。牧場主の女性は相模原市出身で、東京農業大学卒業後岩手県岩泉町の中洞牧場に就職。山北町の住民が、県営牧場の跡地利用について中洞牧場に相談に訪れたことをきっかけに山北に移住した。開業時は5頭の乳牛が飼育され、飲食店向けにソフトクリームやジェラートの材料用の牛乳が販売されている。観光牧場としての運営は行わず、見学は完全予約制で受け付けている。